# 茅店镇
茅店镇，是中华人民共和国江西省赣州市赣县区下辖的一个乡镇级行政单位。

## 行政区划
茅店镇下辖以下地区：
茅店街社区、茅店村、洋塘村、上坝村、黄龙村、东田村、万嵩村、坝高村、竹芫村、杨洞村、大龙村、太阳坪村和义源村。